# あなた、そして私 (テレビドラマ)
『あなた、そして私』（あなた そしてわたし、原題：그대 그리고 나）は、韓国で1997年から翌年にかけて放送された全58話の連続テレビドラマ。チェ・ジンシル、パク・サンウォン、チャ・インピョ、ソン・スンホン等が出演し、漁村の貧しい家庭の、立場も性格も異なる兄弟それぞれの愛と葛藤を描く。
イ・ジェガプが企画し、キム・ジョンスが脚本を書き、チェ・ジョンスが演出した作品で、1997年10月11日から1998年4月26日まで毎週土曜日と日曜日に毎回50分前後、MBCにて放送され、最終回に最高視聴率約67パーセントを記録した。

## 登場人物

### スギョンとその周辺人物
ユン・スギョン
演 - チェ・ジンシル
ソウルにある有名広告会社の社員でキャリアウーマン。
キム・ウンスク
演 - キム・ヘジャ
スギョンの母。
ユン・ヒョンス
演 - シム・ヤンホン
スギョンの父。
ホン・ジソン
演 - パク・ウォンスク
スギョンの叔母。大学教授。

### ドンギュとその周辺人物
パク・ドンギュ
演 - パク・サンウォン
スギョンの恋人で同じ会社に勤めているエリート会社員。
パク・ヨンギュ
演 - チャ・インピョ
ドンギュの弟。金持ちの娘をねらう野心家。
パク・ミンギュ
演 - ソン・スンホン
ドンギュの異母弟。
パク・サンオク
演 - ソ・ユジョン
ドンギュの妹。
パク・チェチョン
演 - チェ・ブラム
ドンギュたちの父。
イ・ケスン
演 - イ・ギョンジン
ミンギュの母。
シヨン
演 - イ・ボン
裕福な家の娘。
キム・ミスク
演 - キム・ジヨン
市場で野菜売りをする娘。

## スタッフ
- 企画：イ・ジェガプ
- 演出：チェ・ジョンス
- 脚本：キム・ジョンス
- 撮影：ハ・ジェヨン
- 照明：チェ・ソンムン
- 渉外：イ・ウンス
- 助演出：イ・テゴン
- スクリプター：チュソン